# 프레디 케마요

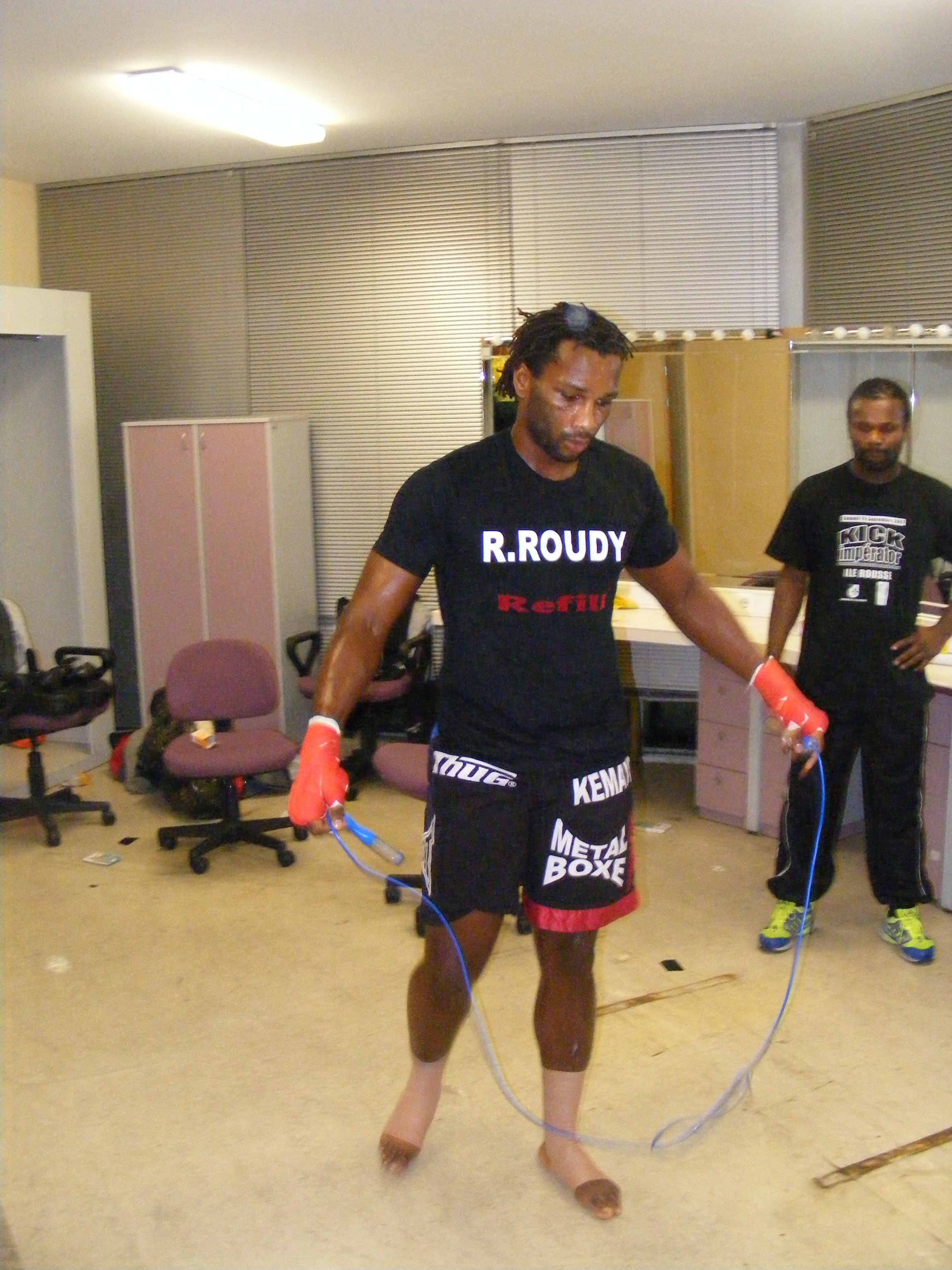

프레디 케마요(프랑스어: Freddy kemayo, 1982년 5월 6일)는 프랑스의 킥복싱 선수다.

## 생애

### 정보
키는 187cm에 체중은 102kg정도이다. 그 밖의 전적은 37승 8패(29 KO)로 좋은 성적과 높은 KO률을 바탕으로 보유하고 있다. K-1 데뷔전에서는 고국인 프랑스에서 2005 유럽GP 토너먼트에 출전해 8강전에서 일본의 노부 하야시를 두번의 다운과 펀치 연타로 승리했지만 준결승에서 現 3연속 월드그랑프리 챔피언인 세미 슐트에게 3R 1분 19초만에 부상으로 인하여 패하게 된다. 이후 2005 라스베가스에서는 화끈한 타격으로 팬들에게 화끈함을 성사하는 초신성 루슬란 카라에프에게 1R 뒷차기로 다운되어 주저앉아서 패하게 된다. 2008 유럽GP에서 루마니아 신예 파이터 카탈린 모로사누를 꺾었지만 부상으로 빠지게 된다, 그가 소속한 팀은 파우콘 짐 소속이다.

### K-1 격투 전적
- 28전 16승 12패(10 KO)

| 경기일자         | 상대                    | 결과 | 내용            | 대회                                     |
| ---------------- | ----------------------- | ---- | --------------- | ---------------------------------------- |
| 2010년 10월 2일  | 괵한 사키               | 패   | 1R 2분 KO       | K-1 월드 GP 2010 final 16                |
| 2010년 5월 22일  | 세바스찬 시오바누       | 승   | 1R 2분 46초 KO  | K-1 월드 GP 2010 Bucharest               |
| 2010년 5월 22일  | 알렉세이 이그나쇼프     | 패   | 3R 판정         | K-1 월드 GP 2010 Bucharest               |
| 2010년 5월 22일  | 세르게이 라첸코         | 승   | 3R 판정         | K-1 월드 GP 2010 Bucharest               |
| 2008년 12월 20일 | 스테판 레코             | 승   | 3R 판정         | K-1 Fighting Network Prague 2008         |
| 2008년 9월 12일  | 아리엘 마스토프         | 승   | 1R 41초 KO      | K-1 Slovakia 2008                        |
| 2008년 4월 26일  | 카탈린 모로사누         | 승   | 1R 35초 KO      | K-1 월드 GP 2008 in amsterdam            |
| 2008년 2월 9일   | 세르게이 구르           | 승   | 2R 2분 53초 KO  | K-1 월드 GP 2008 in budapest             |
| 2007년 12월 15일 | 패트릭 베리             | 승   | 1R 1분 41초 KO  | K-1 Fighting Network Czech Republic      |
| 2007년 11월 2일  | 칼 그리신스키           | 패   | 3R 판정         | K-1 Fighting Network Turkey              |
| 2007년 11월 2일  | 코우이치 페타스         | 승   | 3R 판정         | K-1 Fighting Network Turkey              |
| 2007년 5월 19일  | 유르겐 쿠르트           | 패   | 3R 판정         | K-1 Scandinavia Rumble of the Rings 2007 |
| 2007년 2월 24일  | 피터 볼가               | 승   | 3R 2분 16초 KO  | K-1 Fighting Network Hungary             |
| 2006년 12월 16일 | 후지모토 유스케         | 승   | 3R 2분 35초 KO  | K-1 Czech 2006 Heaven or Hell            |
| 2006년 7월 30일  | 아마다 히로미           | 패   | 3R 판정         | K-1 월드 GP 2006 in sapporo              |
| 2006년 5월 13일  | 비욘 브레기             | 패   | 3R 1분 10초 KO  | K-1 월드 GP 2006 in amsterdam            |
| 2006년 2월 17일  | 세르게이 구르           | 패   | 1R 2분 15초 KO  | K-1 European League 2006 in Bratislava   |
| 2006년 1월 20일  | 하벨트 에볼라           | 승   | 3R 판정         | K-1 France GP 2006                       |
| 2005년 8월 13일  | 루슬란 카라에프         | 패   | 1R 1분 39초 KO  | K-1 월드 GP 2005 in las vegas            |
| 2005년 5월 27일  | 세미 슐트               | 패   | 3R 1분 19초 TKO | K-1 월드 GP 2005 in paris                |
| 2005년 5월 27일  | 노부 하야시             | 승   | 1R 2분 36초 KO  | K-1 월드 GP 2005 in paris                |
| 2005년 4월 16일  | 알렉산더 우스티노프     | 패   | 3R 판정         | K-1 이탈리아 GP 2005 in Milano           |
| 2005년 4월 16일  | 이오누트 이프티모아이에 | 승   | 1R 21초 KO      | K-1 이탈리아 GP 2005 in Milano           |
| 2005년 4월 16일  | 로렌조 볼고메오         | 승   | 3R 44초 KO      | K-1 이탈리아 GP 2005 in Milano           |
| 2004년 4월 24일  | 비탈리 오프라멘코       | 패   | 3R 판정         | K-1 이탈리아 GP 2004 in Milano           |
| 2004년 4월 24일  | 가보르 메이쳐           | 승   | 2R 1분 25초 KO  | K-1 이탈리아 GP 2004 in Milano           |
| 2003년 5월 10일  | 파벨 마이어             | 패   | 2R 2분 27초 TKO | K-1 이탈리아 GP 2003 in Milano           |
| 2003년 5월 10일  | 티보르 나기             | 승   | 3R 2분 58초 KO  | K-1 이탈리아 GP 2003 in Milano           |

## 타이틀
- 2003 프랑스 킥복싱 챔피언
- 2002 프랑스 킥복싱 챔피언
- 2001 프랑스 킥복싱 챔피언